# Scott Kennedy
Scott Kennedy (Calgary, 31 de marzo de 1997) es un futbolista canadiense que juega en la demarcación de defensa para el K. A. S. Eupen de la Segunda División de Bélgica.

## Selección nacional
El 8 de junio de 2021 debutó con la selección de fútbol de Canadá en un encuentro de clasificación para la Copa Mundial de Fútbol de 2022 contra Surinam que finalizó con un resultado de 4-0 a favor del combinado canadiense tras el gol de Alphonso Davies y un hat-trick de Jonathan David.

## Estadísticas

### Clubes
| Club                   | País     | Año       | Partidos | Goles |
| ---------------------- | -------- | --------- | -------- | ----- |
| SB Chiemgau Traunstein | Alemania | 2015-2016 | 31       | 2     |
| FC Amberg              | Alemania | 2016-2017 | 13       | 1     |
| SV Grödig              | Austria  | 2017-2018 | 26       | 4     |
| SK Austria Klagenfurt  | Austria  | 2018-2020 | 40       | 3     |
| SSV Jahn Regensburg    | Alemania | 2020-2023 | 74       | 3     |
| Wolfsberger AC         | Austria  | 2023-2024 | 21       | 1     |
| K. A. S. Eupen         | Bélgica  | 2024-     | 20       | 1     |